# セリョートカ・バト・シューバ
セリョートカ・パト・シューバイ（ロシア語:селёдка под шубой、単にшубаとも）、あるいは毛皮のコートを着たニシンとは、さいの目切りにしたニシンの漬物を、ゆで卵、野菜（ジャガイモやニンジン、ビーツの根）、刻んだ玉葱、マヨネーズの層で覆ったサラダである。場合により、すりおろした新鮮なリンゴを重ねることがあるが、そうでないものもある。
最後の層の茹でてすりおろしたビーツをマヨネーズで和えることで、このサラダの特徴である濃い紫色をつける。すりおろしたゆで卵（白身、黄身、または両方）で飾り付けられることもある。
セリョートカ・パト・シューバイはロシアをはじめとして、ウクライナ（ウクライナ語: Оселедець під шубою）やベラルーシ（ベラルーシ語: Селядзец пад футрам）リトアニア（リトアニア語: Silkė pataluose）、ラトビア（ラトビア語: Siļķe kažokā  ）など旧ソ連圏で一般的である。特に祝祭日の料理として一般的で、ロシアやベラルーシ、カザフスタンでは新年（Novy God）やクリスマスの祝いの席でザクースキとして出されるのがふつうである。ウクライナでも大晦日の料理として供されることがあった。